# Makalevîci, Radomîșl
Makalevîci (în ucraineană Макалевичі) este localitatea de reședință a comunei Makalevîci din raionul Radomîșl, regiunea Jîtomîr, Ucraina.

## Demografie
Componența lingvistică a localității Makalevîci
     Ucraineană (98,14%)
     Rusă (1,45%)
     Alte limbi (0,42%)
Conform recensământului din 2001, majoritatea populației localității Makalevîci era vorbitoare de ucraineană (98,14%), existând în minoritate și vorbitori de rusă (1,45%).